# Philip Langridge
Philip Langridge (Hawkhurst, Kent, Inglaterra, 16 de diciembre de 1939 - 5 de marzo de 2010) fue un tenor inglés. Cantó regularmente música sacra de Johann Sebastian Bach y Georg Friedrich Haendel y se destacó como liederista.

## Biografía
Langridfe estudió en la Royal Academy of Music de Londres. Su repertorio fue amplio y abarcó desde las óperas de Claudio Monteverdi, Wolfgang Amadeus Mozart y Richard Wagner hasta obras de compositores del siglo XX como Maurice Ravel, Ígor Stravinsky, Leoš Janáček, Arnold Schoenberg, Benjamin Britten (del que se le considera un especialista, en especial en óperas como Billy Budd, Peter Grimes, Otra vuelta de tuerca y Muerte en Venecia) y Edward Elgar (de este último alcanzó gran éxito como intérprete del papel principal de The Dream of Gerontius). 
Sus últimas intervenciones fueron Loge en El anillo del nibelungo de Richard Wagner y la Bruja en Hänsel und Gretel de Engelbert Humperdinck. En 2008, Langridge estrenó el papel de Heirus de la ópera The Minotaur («El minotauro») de Harrison Birtwistle.

### Premios y vida personal
En 1994 fue nombrado comandante de la Orden del Imperio Británico. Estaba casado con la mezzosoprano Ann Murray con quien tuvo su hijo Jonathan. Tuvo tres hijos en su primer matrimonio, uno de los cuales, Stephen Langridge es director de escena.